# Taouloukoult
Taouloukoult (en àrab تاولوكلت, Tāwlūkult; en amazic ⵜⴰⵡⵍⵓⴽⵓⵍⵜ) és una comuna rural de la província de Chichaoua, a la regió de Marràqueix-Safi, al Marroc. Segons el cens de 2014 tenia una població total de 10.682 persones.